# Titans (1.ª temporada)
A primeira temporada da série de televisão de super-heróis estadunidense Titans estreou no DC Universe em 12 de outubro de 2018, e concluído em 21 de dezembro de 2018, consistindo em 11 episódios. Foi produzido executivo por Akiva Goldsman, Geoff Johns, Greg Berlanti, Sarah Schechter e Greg Walker, com Walker atuando como showrunner. Criada por Goldsman, Johns e Berlanti, a série é baseada na equipe da DC Comics, Jovens Titãs. No elenco principal estão Brenton Thwaites, Anna Diop, Teagan Croft e Ryan Potter. A temporada também apresenta Alan Ritchson, Minka Kelly, Curran Walters e Conor Leslie, que se juntaria ao elenco principal na 2.ª temporada. A primeira temporada marca a estréia live-action dos Jovens Titãs, bem como o lançamento da programação com script original do DC Universe.
Na primeira temporada, o vigilante Dick Grayson (Thwaites) sai de Gotham City para Detroit em um esforço para se distanciar de seu mentor Bruce Wayne. Quando a misteriosa Rachel Roth (Croft) vai até Dick para se proteger das forças perigosas que a perseguem, Dick se vê colocado em ação enquanto luta para se distanciar da sua persona de Robin e controlar seus impulsos violentos. Acompanhado por Kory Anders (Diop), uma mulher amnésica com poderes baseados em energia solar, e Gar Logan, um metamorfo animal, os quatro lutam contra uma ameaça que coloca o mundo inteiro em risco.
O desenvolvimento de uma série live-action baseada nos Jovens Titãs começou em 2014, quando o projeto foi escolhido pela TNT. Um piloto escrito por Goldsman e Marc Haimes foi encomendado, mas nunca foi filmado, e a TNT rejeitou o projeto em 2016. No ano seguinte, Warner Bros. anunciou que o projeto seguiria em frente em 2018 como a primeira série com script para o 'DC Universe. Originalmente planejado para compreender 12 episódios, o final original seria removido e o penúltimo episódio pretendido se tornaria o final da temporada.
A temporada recebeu críticas geralmente positivas, com elogios à história, personagens e performances. As críticas foram direcionadas ao tom violento e ao final de suspense do final. Foi seguida por uma segunda temporada em 2019, que usou o final pretendido como base para seu episódio de estreia.
Além de ser a primeira adaptação live-action dos Jovens Titãs, a temporada serve como uma introdução live-action para a equipe da DC Comics Patrulha do Destino, que aparece no quarto episódio homônimo. Os personagens introduzidos seriam posteriormente apresentados na série Doom Patrol no DC Universe, com April Bowlby, Matt Bomer e Brendan Fraser reprisando seus papéis como Rita Farr, Larry Trainor, e Cliff Steele, embora sendo uma continuidade separada de Titans.

## Episódios
| N.º na série | N.º na temp. | Título                                     | Dirigido por          | Escrito por                                                                                           | Lançamento             | Cód. de produção |
| --- | ------------ | ------------------------------------------ | --------------------- | --- | ---------------------- | ---------------- |
| 1 | 1            | "Titans" "(Titãs)" (BR)                    | Brad Anderson         | História por : Akiva Goldsman, Geoff Johns e Greg Berlanti Roteiro por : Akiva Goldsman & Geoff Johns | 12 de outubro de 2018  | T15.10146        |
| Após o assassinato de sua mãe Melissa pelas mãos de um misterioso agressor, a adolescente problemática Rachel Roth exibe poderes telecinéticos e foge da cidade. O detetive da polícia de Detroit Dick Grayson combate o crime à noite usando sua personalidade de vigilante, Robin. Rachel é capturada pela polícia de Detroit, reconhece Dick de seus pesadelos e pede ajuda a ele. Quando Dick percebe que Rachel estava dizendo a verdade sobre sua mãe assassinada, a garota é dopada e sequestrada. Enquanto isso, na Áustria, Kory Anders acorda em um acidente de carro cheio de marcas de balas e sem memória de sua identidade. Ela encontra seu caminho junto com o gângster Konstantin Kovar, a quem ela aparentemente traiu em sua busca por uma certa garota - Rachel. Quando Kovar tenta matá-la, ela libera um poder ardente que incinera ele e todos os outros na sala. A ponto de ser ritualmente morta pelo homem que matou sua mãe, Rachel desmaia quando uma versão sombria de si mesma surge e mata seu candidato a assassino. Dick chega e a leva em segurança. Em Covington, Ohio, um tigre verde rouba uma loja de eletrônicos à noite e se transforma em um garoto humano. |              |                                            |                       | |                        |                  |
| 2 | 2            | "Hawk and Dove" "(Rapina e Columba)" (BR)  | Brad Anderson         | Akiva Goldsman                                                                                        | 19 de outubro de 2018  | T13.20902        |
| Dick leva Rachel para o apartamento de Hank Hall e Dawn Granger, mascarados vigilantes conhecidos como Rapina e Columba, com quem Dick lutou contra o crime anos atrás. Embora Hank e Dawn estejam em um relacionamento, Rachel sente que Dick e Dawn já estiveram envolvidos e ainda possuem sentimentos um pelo outro. Quando um ciumento Hank ataca Dick, a escuridão misteriosa dentro de Rachel se manifesta para detê-los. A Família Nuclear é "ativada" para ir em busca de Rachel, e eles torturam a nova parceira de Dick, a detetive Amy Rohrbach, para encontrá-lo. Rapina e Columba derrotam um traficante de armas e sua gangue com a assistência brutal de Robin. Rachel se chateia ao descobrir que Dick pretendia deixá-la com Hank e Dawn e não retornar. Enquanto estão na cobertura do prédio, a Família Nuclear aparece, lutando contra Dick, Hank e Dawn e capturando Rachel, mas não antes de arremessar Dawn do alto do prédio, deixando-a gravemente ferida. |              |                                            |                       | |                        |                  |
| 3 | 3            | "Origins" "(Origens)" (BR)                 | Kevin Rodney Sullivan | Richard Hatem, Geoff Johns, Marisha Mukerjee & Greg Walker                                            | 26 de outubro de 2018  | T13.20904        |
| Kory rastreia Rachel e observa a Família Nuclear sequestrá-la. A escuridão de Rachel se recusa a ajudá-la, mas Kory chega, incinera o Pai Nuclear com seus poderes e convence Rachel a ir embora com ela. Rachel descobre que Kory está sem memória, apenas procurando por ela, mas nenhuma das duas sabe o motivo. Uma foto antiga de sua mãe, Melissa, leva Rachel e Kory a um convento onde Melissa supostamente se escondeu do pai de Rachel quando ela ainda era um bebê, e que Kory havia visitado em busca de Rachel um ano antes. Dick recorda que a morte de seus pais não foi um acidente, e que ele foi adotado pelo bilionário Bruce Wayne, que se ofereceu para ensiná-lo "outra maneira de lidar com a dor". Rachel conhece Garfield Logan brevemente, quando Dick chega. Depois que a escuridão de Rachel se manifesta novamente, Dick e Kory a levam de volta ao convento, onde as freiras secretamente a trancam no porão. Kory descobre que antes de sua perda de memória, ela estava pesquisando várias profecias do dia do juízo final sobre o advento de um "corvo" apocalíptico. A escuridão de Rachel a insulta e depois se manifesta, levando a uma explosão do convento que permite a fuga de Rachel. |              |                                            |                       | |                        |                  |
| 4 | 4            | "Doom Patrol" "(Patrulha do Destino)" (BR) | John Fawcett          | Geoff Johns                                                                                           | 2 de novembro de 2018  | T13.20905        |
| Rachel se depara com Gar, em sua forma de tigre, enquanto ela foge pela floresta. Gar leva Rachel para sua casa, onde ela conhece Cliff Steel, que atende pelo nome de Homem-Robô, Larry Trainor, o Homem Negativo, e Rita Farr, a Mulher-Elástica. O Dr. Niles Caulder, conhece como "O Chefe" chega, furioso com Gar por trazer um estranho para sua casa - onde eles moram em segredo -, mas interessado em executar testes em Rachel. Ela concorda, mas depois exige ser desamarrada da mesa. Niles se recusa e atira em Gar com um dardo tranquilizante quando ele tenta intervir. O eu sombrio de Rachel surge e ataca Niles. Enquanto isso, Dick e Kory encontram o convento em ruínas e seguem Rachel até a casa da Patrulha. Dick acalma Rachel e promete que a protegerá. Ele parte com Rachel e Kory, e Gar vai com eles, incentivado por Cliff a viver sua própria vida. |              |                                            |                       | |                        |                  |
| 5 | 5            | "Together" "(Juntos)" (BR)                 | John Fawcett          | Geoff Johns                                                                                           | 9 de novembro de 2018  | T13.20906        |
| O grupo chega em um motel distante na estrada onde Dick faz uma aliança com Kory, Gar e Rachel, e todos demonstram seus poderes em um celeiro abandonado. Rachel e Gar passam a interagir entre si, enquanto Dick e Kory vão para cama. Após a morte do Pai Nuclear, o Dr. Adamson envia um novo membro para a família, que os encontra no motel e os ataca. Dick se revela como Robin para o grupo durante a luta. A família é derrotada e os quatro são mantidos amarrados. Dick visita o Dr. Adamson, que mata a família através de um detonador remoto. Quando uma equipe de ataque chega para matar Dick, o novo Robin aparece e o salva. |              |                                            |                       | |                        |                  |
| 6 | 6            | "Jason Todd" "(Jason Todd)" (BR)           | Carol Banker          | Richard Hatem e Jeffrey David Thomas                                                                  | 16 de novembro de 2018 | T13.20907        |
| Jason Todd, o novo Robin, salva Dick de uma emboscada e juntos levam o corpo desmaiado de Adamson para um prédio em Chicago de propriedade de Bruce Wayne. No apartamento, Dick descobre por Jason que posse um rastreador em seu braço esquerdo que Bruce implantou na época em que lutavam juntos e retira o aparelho. Jason lhe entrega algumas fotos a pedido de Bruce dos antigos membros do circo em que Dick vivia com sua família que estão sendo mortos com ácido, o que leva Dick a suspeitar de Nick Zucco, filho de Tony Zucco, que foi preso dois anos atrás, depois morto pelas Maronies após ser brutalmente espancado por Dick durante sua transferência para outra prisão. Dick visita uma boate atrás de seu velho amigo de circo Clayton Williams, que agora trabalha como segurança e é alvo de Nick. Um carro nas proximidades explode, chamando a atenção de Dick e Jason, que encontram um celular com mensagens de Nick e uma foto de Clayton desmaiado. Dick encontra Nick, que tem Clayton como refém. Jason, vestido de Robin, chega para ajudar Dick. Nick é derrotado e Clayton é salvo. Quando os policiais chegam, Jason os ataca, deixando Dick totalmente frustrado. De volta a Chicago, Kory confronta Adamson, preso em um banheiro, que revela conhecer Rachel, mas não falará nada sobre.                                    |              |                                            |                       | |                        |                  |
| 7 | 7            | "Asylum" "(O Hospício)" (BR)               | Alex Kalymnios        | Bryan Edward Hill e Greg Walker                                                                       | 23 de novembro de 2018 | T13.20908        |
| Rachel confronta Adamson que tenta se matar cortando seu pescoço com um pedaço de vidro, mas Rachel o revive. Ele então insulta Dick e Kory sobre como Rachel irá "purificar" o mundo. Dick questiona Adamson sobre o pai de Rachel, mas em vez disso, ele fala sobre Angela Azarath, a mãe de Rachel que está sendo mantida em um asilo abandonado. Rachel insiste em resgatar sua mãe, mas Dick afirma que ele está mentindo, mesmo assim, o grupo parte para lá. Rachel, Gar, Dick e Kory são capturados pelos guardas quando chegam ao asilo. Rachel é levada para um quarto com Adamson, que tenta convencê-la a chamar pelo seu pai, mas a garota acaba matando-o. Ela encontra sua mãe que não acredita ser sua filha, mas é convencida quando Rachel mostra sua marca de nascimento. As duas se dirigem para resgatarem Gar, Dick e Kory, que foram torturados pelos cientistas. Eventualmente, o grupo foge do asilo que é incendiado por Kory. |              |                                            |                       | |                        |                  |
| 8 | 8            | "Donna Troy" "(Donna Troy)" (BR)           | David Frazee          | Richard Hatem & Marisha Mukerjee                                                                      | 30 de novembro de 2018 | T13.20909        |
| Enquanto Rachel, Kory e Gar acompanham Angela de trem até sua casa em Ohio, Dick sai sozinho para se encontrar com sua amiga, Donna Troy, a Garota-Maravilha. Kory está sendo caçada, mas ela e os outros escapam do trem após o veículo parar e ter um de seus vagões incendiado pela mesma. Enquanto Rachel usa seus poderes para destravar as memórias de Kory, Donna traduz o texto que Dick fotografou na unidade de armazenamento de Kory e descobre que a missão de Kory na Terra é matar Rachel. |              |                                            |                       | |                        |                  |
| 9 | 9            | "Hank and Dawn" "(Hank e Dawn)" (BR)       | Akiva Goldsman        | Geoff Johns                                                                                           | 7 de dezembro de 2018  | T13.20910        |
| Com Dawn ainda em coma, Hank se lembra de sua infância, quando ele se permitiu ser abusado sexualmente pelo seu treinador de futebol para salvar seu irmão Don. Na faculdade, Hank e Don se tornam vigilantes, Hawk e Dove, para punir criminosos sexuais. Dawn, enquanto inconsciente, lembra de sua vida como bailarina e a última vez que viu sua mãe. A mãe de Dawn e Don são mortos no mesmo acidente, e Dawn e Hank se conhecem em um aconselhamento de luto. Dawn descobre o passado de Hank como Hawk. Ele diz a Dawn sobre o abuso que sofreu, mas admite que nunca procurou o treinador para puni-lo, porque ele não poderia enfrentar o que aconteceu com ele. Dawn encontra o abusador e exige que ele confesse; enquanto Dawn e o treinador lutam brutalmente, Hank chega e o mata. Hank e Dawn dormem juntos. No presente, Dawn acorda e diz a Hank que eles precisam encontrar Jason Todd e ajudar Rachel. |              |                                            |                       | |                        |                  |
| 10 | 10           | "Koriand'r" "(Koriand'r)" (BR)             | Maja Vrvilo           | Gabrielle Stanton                                                                                     | 14 de dezembro de 2018 | T13.20911        |
| Donna impede Kory de matar Rachel. Dick e Donna seguem uma Kory arrependida mas confusa até um armazém abandonado, onde uma espaçonave é descoberta por Kory. Ela é Koriand'r, do planeta Tamaran, que foi enviada em uma missão para destruir Rachel antes que ela cause a destruição da Terra e de Tamaran. O pai de Rachel é Trigon, um ser de outra dimensão que devora mundos. Rachel é a porta de Trigon para nossa dimensão e ela também é um meio de destruí-lo. Dick, Donna e Kory percebem que Angela está ajudando Trigon. Gar começa a ver aparições na casa de Angela e entra em colapso. Com Gar morrendo, Angela convence Rachel a contatar Trigon para ajudá-la. Ela faz, e Trigon e Angela estão reunidos. Trigon cura Gar e diz a Angela que eles podem começar a destruir o mundo assim que o coração de Rachel se partir. Dick, Donna e Kory chegam, mas apenas Dick consegue passar pela barreira mística que agora envolve a casa de Angela. |              |                                            |                       | |                        |                  |
| 11 | 11           | "Dick Grayson" "(Dick Grayson)" (BR)       | Glen Winter           | Richard Hatem                                                                                         | 21 de dezembro de 2018 | T13.20912        |
| Cinco anos no futuro, Dick está vivendo uma vida feliz com Dawn e seu filho John, e outro bebê a caminho. Rachel e Gar estão na faculdade. Jason, em uma cadeira de rodas. pede para Dick ajudar Bruce, que está com a intenção de matar o Coringa. Dick vai para Gotham e se reúne com Kory, que se juntou ao FBI. Batman mata o Coringa a sangue frio, assim como todos os pacientes e trabalhadores do Arkham Asylum. Dick é obrigado a falar a identidade secreta do Batman para a polícia para que eles possam prendê-lo. Uma equipe da SWAT invade a Mansão Wayne, mas Batman os mata e mata Kory também. Dick derruba a mansão com explosivos e, quando encontra Batman, ainda vivo, mas preso nos escombros, Dick quebra o pescoço dele. No presente, Rachel fica horrorizada ao ver Dick sendo "escravizado" pelos poderes de Trigon, com a morte do Batman sendo uma fantasia criada por Trigon para atrair Dick para a escuridão. Em uma cena pós-crédito, "Em algum lugar de Metropolis" sons de uma luta são ouvidos, uma figura humanóide é vista destruindo uma célula experimental. A figura é nomeada como "Experiência 13" no monitor do computador danificado, o humanóide entra em uma câmara onde um Labrador Retriever é mantido em uma gaiola. Ao abrir a porta da gaiola, os olhos do cão ficam vermelhos enquanto o mesmo sai da gaiola. |              |                                            |                       | |                        |                  |

## Elenco e personagens

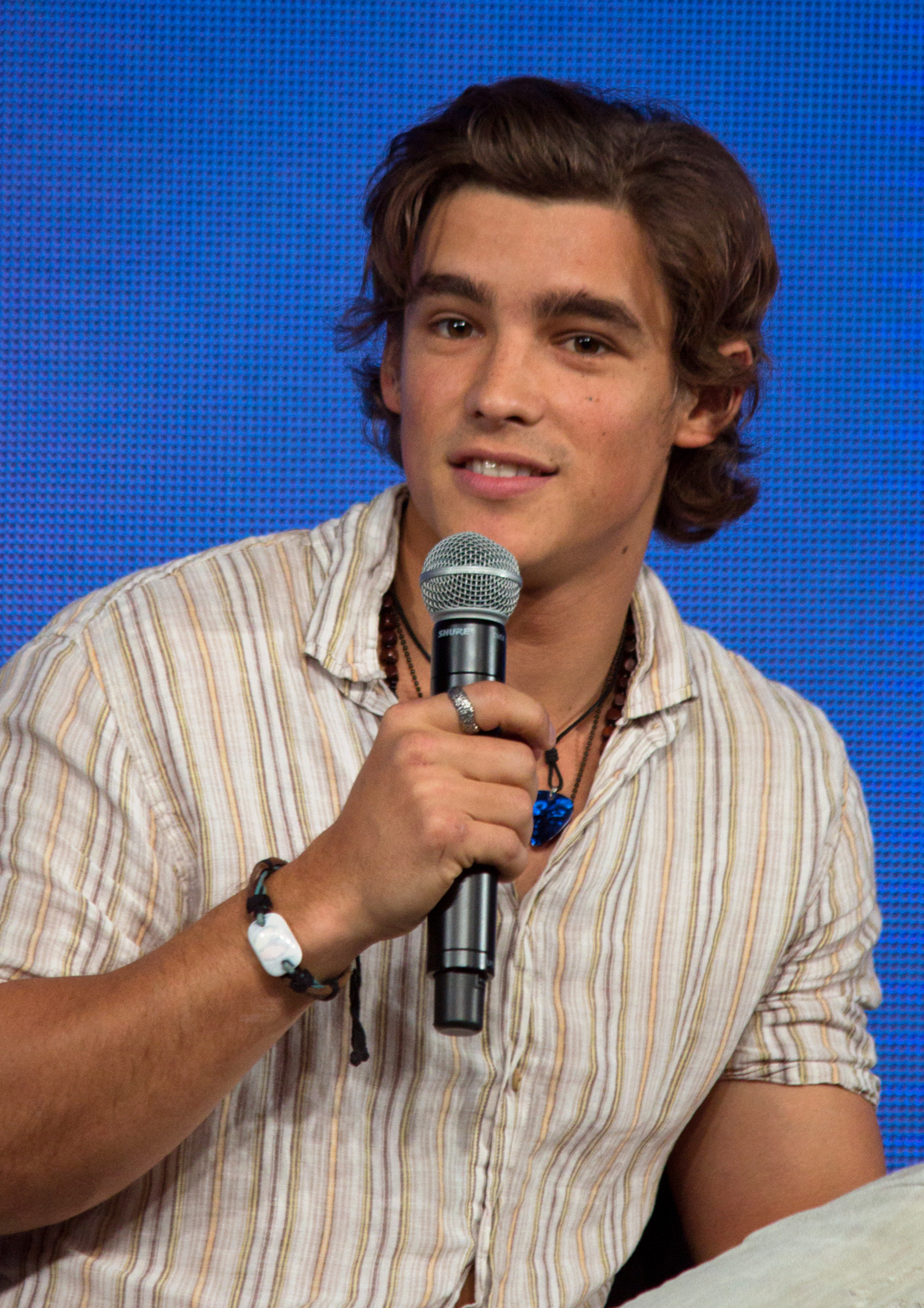
Brenton Thwaites estrela como Dick Grayson

### Principal
- Brenton Thwaites como Richard "Dick" Grayson / Robin: O ex-vigilante ajudante de Batman, agora um detetive da polícia afastado de seu mentor
  - Tomaso Sanelli como o jovem Dick Grayson
- Anna Diop como Koriand'r / Kory Anders: um extraterrestre do planeta Tamaran com a capacidade de absorver e redirecionar energia solar
- Teagan Croft como Rachel Roth: uma empática nascida de um pai demônio e mãe humana
- Ryan Potter como Garfield "Gar" Logan: um metamorfo que trabalhava para a Patrulha do Destino e desenvolveu a habilidade de se transformar em um tigre

### Recorrente
- Curran Walters como Jason Todd / Robin: o atual ajudante vigilante de Batman, assumindo o papel de Robin após a partida de Dick
- Reed Birney como Dr. Adamson: um membro de alto escalão da organização Trigon
- Alan Ritchson como Hank Hall / Rapina: a metade agressiva de uma dupla de vigilantes com sua namorada Dawn, anteriormente em parceria com seu meio-irmão Don
  - Tait Blum como o jovem Hank Hall
- Minka Kelly como Dawn Granger / Columba: uma vigilante que serve como parceira tática para seu parceiro e namorado Hank
- Rachel Nichols como Angela Azarath: a mãe biológica de Rachel, secretamente ligada a Trigon
- Melody Johnson como Mamãe Nuclear: a matriarca da família nuclear
- Jeni Ross como Irmã Nuclear: a filha / irmã da Família Nuclear
- Logan Thompson como Irmão Nuclear: o filho / irmão da Família Nuclear

### Convidados

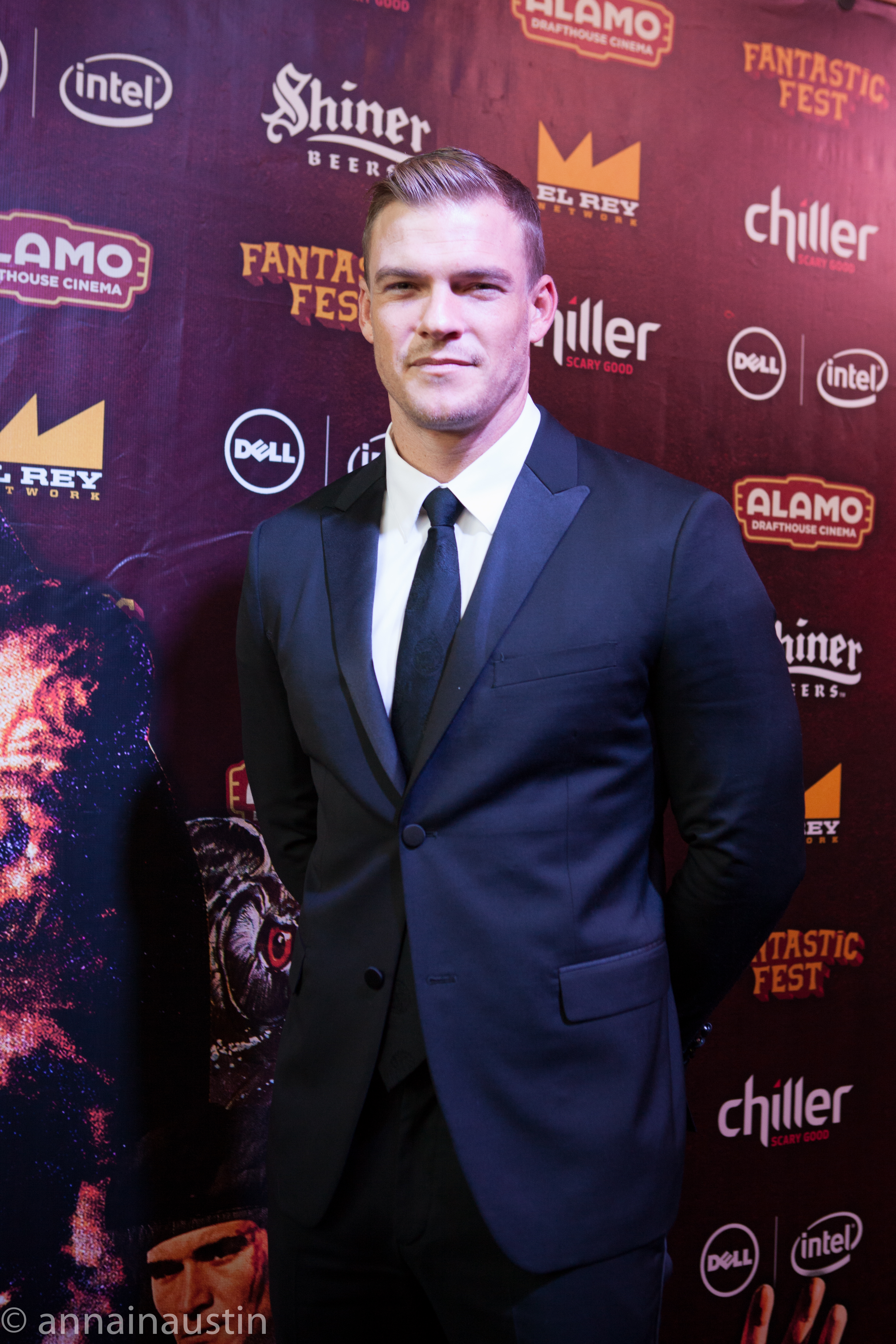
Titans marca a segunda aparição de Alan Ritchson em uma série live-action da DC Comics, tendo também interpretado Aquaman em Smallville

- Lindsey Gort como Amy Rohrbach: um detetive da polícia de Detroit em parceria com Dick Grayson
- Conor Leslie como Donna Troy: uma membra adotiva das Amazonas que foi a companheira da Mulher Maravilha, a Moça Maravilha, antes de seguir a carreira de fotojornalista investigativa
  - Andi Hubick como a jovem Donna Troy
- Seamus Dever como Trigon: Um demônio interdimensional com o poder de destruir mundos e o pai de Rachel. Dever também retrata ** Frank Finney, um capitão da polícia de Gotham City em uma ilusão criada por Trigon.
- Jarreth Merz como o Acólito: um homem misterioso caçando Rachel
- Liza Colón-Zayas como Jessica Perez: uma detetive do Departamento de Polícia de Detroit
- Sherilyn Fenn como Melissa Roth: a mãe adotiva de Rachel
- Meagen Fay como Irmã Catherine: A chefe de um convento em que Rachel residiu quando criança
- Cara Ricketts como Becky Bond: uma assistente social que administrou a adoção de Dick por Bruce
- April Bowlby como Rita Farr: Um membro da Patrulha do Destino e ex-atriz, cuja estrutura celular tornou-se instável após ser exposta a um gás tóxico
- Bruno Bichir como Niles Caulder / O Chefe: O líder da Patrulha do Destino e cientista médico, responsável por salvar as vidas de seus membros e dar-lhes residência em sua mansão
- Hina Adbullah como Shyleen Lao: Uma jovem que desenvolve a habilidade de controlar a temperatura por ser coberta por nitrogênio líquido
- Jake Michaels e Brendan Fraser como Clifford "Cliff" Steele: Um membro da Patrulha do Destino e ex-piloto da Stock Car, cujo cérebro foi transplantado para um corpo robótico depois que um acidente destruiu o seu. Michaels retrata fisicamente Cliff enquanto Fraser dá voz ao personagem e aparece como ele nas fotos.
- Dwain Murphy e Matt Bomer como Larry Trainor: Um membro da Patrulha do Destino e ex-piloto da Força Aérea dos Estados Unidos embrulhado inteiramente em bandagens depois de ser exposto a energia negativa. Murphy retrata fisicamente Larry enquanto Bomer fornece a voz do personagem e aparece como ele nas fotos.
- Rachael Crawford como a médica do asilo: a chefe do Asilo Agnews
- Lester Speight como Clayton Williams: um segurança de boate que antes era um homem forte em Haly's Circus e o zelador de Dick antes de Bruce adotá-lo
- Kyle Mac como Nick Zucco: o filho vingativo de Tony Zucco
- Damian Walshe-Howling como Graham Norris: um caçador internacional e contato de Donna
- Elliot Knight como Don Hall / Columba: parceiro original de Hank e meio-irmão mais novo
  - Jayden Marine como o jovem Don Hall
- Marina Sirtis como Marie Granger: a mãe de Dawn
- Trevor Hayes como Vincent: um molestador de crianças que foi treinador de futebol de Hank
- Jeff Roop como Thomas Carson: ex-colega de escola de Angela que agora é xerife em sua cidade natal
- Randolf Hobbs e April Brown Chodkowski como John e Mary Grayson: uma dupla de trapezistas do Circo de Haly e os pais de Dick
- Mark Antony Krupa como Konstantin Kovar: um gangster em Viena, Áustria
- Jeff Clarke como Papai Nuclear: o patriarca da família nuclear
- Zach Smadu como Padrasto Nuclear: o sucessor do pai nuclear na família nuclear
- Richard Zeppieri como Tony Zucco: o gangster responsável pela morte dos pais de Dick
- James Scallion como Johnny "John" Grayson: filho de Dick e Dawn em uma realidade ilusória criada por Trigon

O dublê de Brooker Muir retrata o Sujeito 13 em uma cena pós-crédito. Os dublês Alain Moussi e Maxim Savarias fazem aparições sem créditos como o Batman.

## Produção

### Desenvolvimento

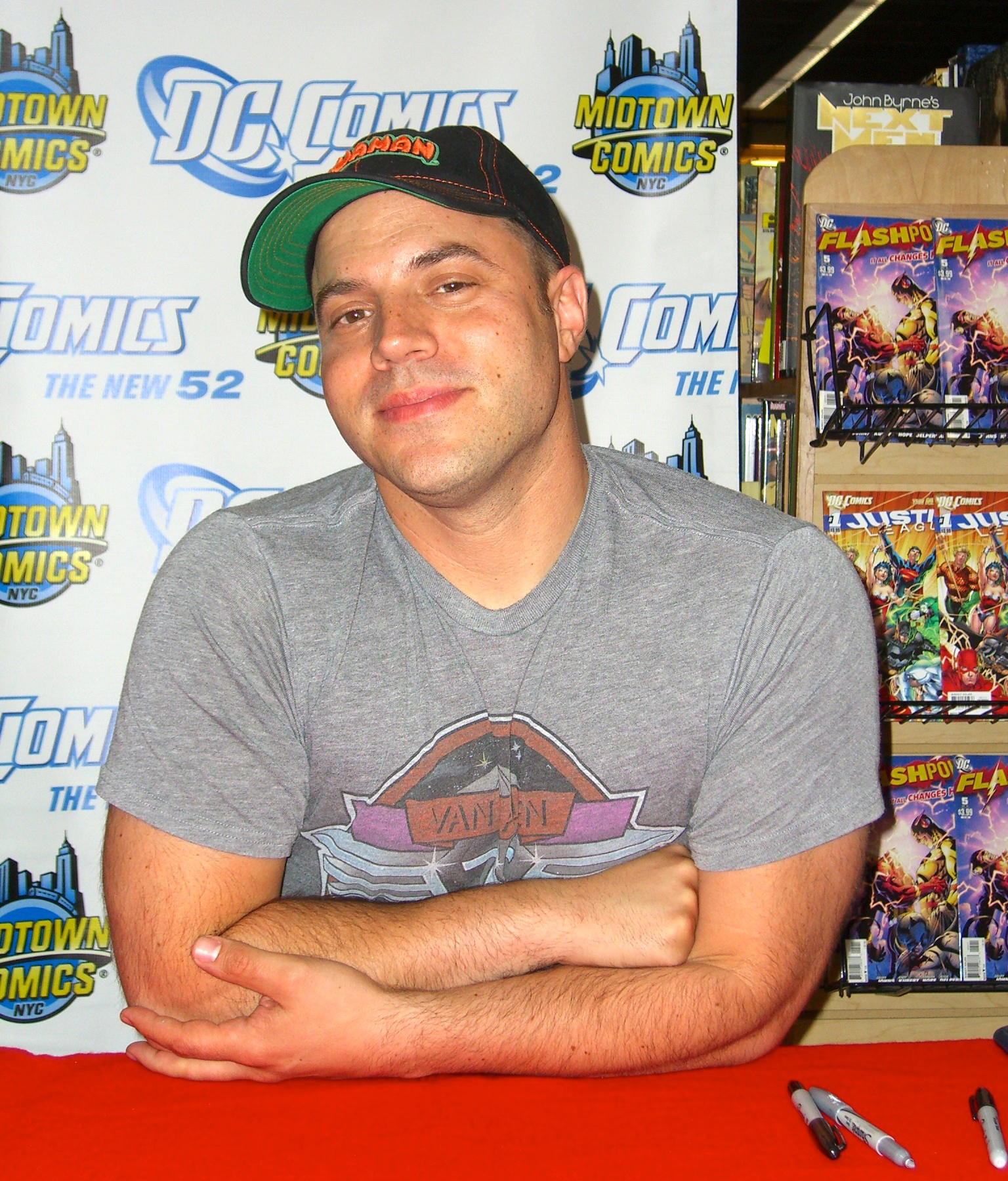
Co-criador Geoff Johns anteriormente escreveu o os quadrinhos Novos Titãs relançado em 2003

Um potencial projeto de live-action do Titans para o canal a cabo TNT foi anunciado em setembro de 2014. O piloto foi definido com filmagens para acontecer em Toronto em meados de 2015. Em dezembro de 2014, um piloto escrito por Akiva Goldsman e Marc Haimes foi encomendado que apresentaria Dick Grayson emergindo da sombra do Batman para se tornar o Asa Noturna, o líder de um bando de heróis incluindo Estelar, Ravena, Oráculo e Rapina e Columba. O piloto foi definido com filmagem para ocorrer em Toronto em meados de 2015. Em maio de 2015, o presidente da TNT, Kevin Reilly, disse que esperava ter o elenco fechado até o início das filmagens e que o show seria "muito fiel" aos quadrinhos e "inovador". A série, chamada Titans e depois Blackbirds, foi inicialmente definida para começar a ser filmada em Toronto em meados de 2015. A produção foi então adiada para outubro. Em janeiro de 2016, foi anunciado que a TNT não estaria mais avançando com o projeto. Em fevereiro de 2016, Geoff Johns declarou: "Nós [na DC] sabemos sobre [a TNT rejeitando Titãs] há meses e meses. Isso não é novidade para nós. Temos planos para os Titãs. É um grande pedaço de DC e temos planos."
Em abril de 2017, a Warner Bros. anunciou que Titans iria estrear em 2018 no próprio serviço digital direto ao consumidor da DC Comics. A série estaria sendo desenvolvida por Akiva Goldsman, Johns, Greg Berlanti e Sarah Schechter, com Goldsman, Johns e Berlanti escrevendo o episódio piloto. As funções de showrunner foram atribuídas a Greg Walker. para a Weed Road Pictures e Berlanti Productions em associação com a Warner Bros Television.
Embora doze episódios tenham sido inicialmente anunciados, o décimo segundo episódio foi finalmente retirado e o décimo primeiro episódio se tornou o final da 1ª temporada. O décimo segundo episódio pretendido serviu como base para a estreia da segunda temporada.

### Roteiro
Johns observou que a série foi inspirada principalmente nos quadrinhos dos Novos Titãs dos anos 1980, já que a série de quadrinhos "tinha muito drama" e "era tão revolucionária para sua época". Ele acrescentou: "Nós realmente queríamos nos apoiar na ideia de que cada Titã desses Titãs é uma porta para outro gênero. Com Rachel [também conhecida como Ravena], é o sobrenatural e o terror, e a primeira temporada realmente se concentra em quem é Ravena e como os Titãs se galvanizam em torno dela. " Johns também sentiu que a série seria "um pouco mais adulta" do que a série de televisão Riverdale, chamando-a de "não necessariamente um drama adolescente, [mas] mais uma peça de aventura".Ele disse isso em tom: "Queríamos fazer algo diferente de tudo o mais que existe. Queríamos chegar a um tom que não fosse tão acolhedor quanto alguns dos programas de DC foram, nem tão niilista quanto alguns dos filmes foram." Goldsman disse que à medida que a série continua, ela vai perguntar" Como essas pessoas quebradas vão se coerir? Ou vão?" Johns observou que a polêmica linha "Fuck Batman" de Robin no piloto estava atrasada além do script. O ator de Dick, Brenton Thwaites, disse sobre a fala: "Achei que era perfeito ... Este não é um programa sobre o Batman. É um programa sobre Dick."

### Escolha do elenco
No início de agosto de 2017, Teagan Croft foi escalada como Rachel Roth, seguido no final do mês com a escalação de Anna Diop como Kory Anders, e Brenton Thwaites como Dick Grayson. Antes da estreia da série, Diop reduziu sua presença nas redes sociais por causa de ataques racistas contra seu elenco. O elenco principal da primeira temporada seria completado por Ryan Potter como Gar Logan, que foi anunciado em outubro de 2017.
No início de setembro de 2017, Alan Ritchson e Minka Kelly foram escalados para os papéis recorrentes de Hank Hall e Dawn Granger, respectivamente. No final do mês, Lindsey Gort foi escalada como a personagem original Amy Rohrbach. Em janeiro de 2018, Seamus Dever foi escalado para um papel não revelado que mais tarde foi revelado como Trigon. No mês seguinte, os membros da Patrulha do Destino foram anunciados com Bruno Bichir como Niles Caulder / O Chefe, April Bowlby como Rita Farr, Jake Michaels como Clifford "Cliff" Steele, e Matt Bomer como a voz de Larry Trainor. Em agosto, Elliot Knight foi escalado como Don Hall. Além disso, Curran Walters e Conor Leslie aparecem como Jason Todd e Donna Troy, respectivamente.

### Filmagens
As filmagens começaram em 15 de novembro de 2017, em Toronto, Ontário, e terminaram em 28 de junho de 2018.

## Recepção
O site Rotten Tomatoes, deu a primeira temporada da série um índice de aprovação de 80%, com uma classificação média de 6,66/10, baseado em 45 comentários. O consenso crítico do site disse: "Apesar de algumas dores de crescimento tonais, Titans faz justiça ao seu material de origem e realmente brilha quando seu conjunto titular finalmente se reúne." O Metacritic deu à primeira temporada da série uma pontuação de 55/100, baseado em oito críticas, indicando "críticas mistas ou médias".
Susana Polo, do Polygon, elogiou os Titãs por "temperar a violência brutal e o tema sombrio com humor - e por dar aos seus personagens tempo suficiente para se esticar, respirar e se apegar uns aos outros". Descrevendo a atuação de Anna Diop em Kory Anders como o aspecto mais forte dos três primeiros episódios, Charlie Ridgely do Comicbook.com escreveu que "ela transmite tanta admiração e intriga com suas expressões sutis e genuínas, mas há uma ferocidade e tenacidade consistentes que é sempre espreitando logo abaixo da superfície." Rosie Knight do Nerdist escreveu que o "elenco está no cerne do que torna Titãs tão divertidos ", enquanto elogiava o roteiro também.
Merrill Barr, contribuidor da Forbes, comparou o programa a Riverdale da The CW, descrevendo-o como "uma série sombria e corajosa muito distante da imagem que os Jovens Titãs acumularam em uma variedade de saídas animadas na última década". Barr descobriu que os espectadores "que aceitam o tom na esportiva vão se ver no meio de uma série diretamente voltada para seus interesses". Rob Salkowitz da Forbes escreveu que Titãs "de alguma forma conseguiram entregar o tom sombrio e agourento que os primeiros filmes de DC tão visivelmente erraram".
Kevin Yeoman do Screen Rant foi crítico da violência excessiva do show, escrevendo que Titans "não apresenta nenhum pensamento novo ou particularmente convincente sobre seus personagens ou sobre super-heróis em geral". Da mesma forma, Vinne Mancuso, do Collider, disse: "Se você é apenas um fã de alguma ultra-violência à moda antiga e de uma narrativa melancólica, este simplesmente não é um exemplo bem-feito disso".
O revisor do Evening Standard, Guy Pewsey, afirmou que a série foi "agradável e assistível" e, embora questionando se Brenton Thwaites poderia "assumir o papel de líder de um grupo de combatentes do crime" como Dick Grayson, chamou a atuação de Diop de um "destaque" dos Titãs.
O final da temporada "Dick Grayson", que foi originalmente planejado como o penúltimo episódio, atraiu críticas por seu final angustiante e por não resolver o enredo principal da temporada. Jesse Schedeen da IGN deu ao final um 4/10, escrevendo que depois de "Titans teve um começo surpreendentemente bom este ano, especialmente considerando toda a bagagem que a série carregava quando estreou", o episódio "consegue inviabilizar esse ímpeto e boa vontade com um capítulo final irritante e extremamente insatisfatório ". Mike Cecchini do Den of Geek chamou o suspense do episódio de "anticlimático e parece um trapaceiro". Escrevendo para Entertainment Weekly, Christian Holub disse: "A jornada para o Asa Noturna vai levar muito mais tempo do que eu pensava. Mas eu estava realmente impressionado com esta temporada geral, e estou animado para a segunda temporada".